# Aegialia concinna
Aegialia concinna é uma espécie de escaravelho da família Scarabaeidae.
É endémica dos Estados Unidos da América.